# 결혼 (스트라빈스키)

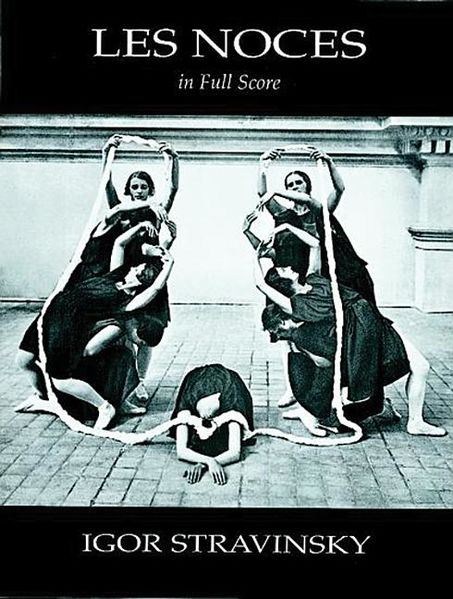

결혼(Les Noces)은 이고르 스트라빈스키가 쓴 발레 겸 관현악곡이다. 작곡가는 이 작품을 세르게이 댜길레프에게 헌정했다. 처음에는 발레 상연으로 의도되었지만 자주 춤 없이 공연된다.
발레는 1923년 6월 13일 파리에서 브로니스와바 니진스카의 안무와 함께 발레 뤼스에서 에르네스트 앙세르메의 음악적 지휘 하에 초연되었다.

## 구성
스트라빈스키는 1913년 발레를 처음 구상하고 1917년 10월 짧은 악보로 완성했다. 그는 표트르 키레예프스키가 수집하고 1911년에 출판한 노래에서 주로 가져온 러시아 결혼식 가사를 사용하여 대본을 직접 썼다. 긴 준비 기간 동안 오케스트레이션이 극적으로 변경되었다. 스트라빈스키는 처음에 봄의 제전과 유사한 확장된 교향악단을 사용할 계획이었다.
스트라빈스키는 소프라노, 메조 소프라노, 테너, 베이스 독주자, 혼성 합창단, 두 그룹의 타악기 (4 대의 피아노를 포함한 음조 타악기 , 무음 타악기 )와 같은 편성을 하였다. 이 오케스트레이션은 《봄의 제전》 이후 10년 동안 스트라빈스키가 점점 더 무거워지고 깨끗하고 기계적인 사운드 그룹에 대한 경향을 보여주지만, 그는 다시는 타악기만으로 그렇게 극단적인 음향 효과를 만들어내지 못했다.

## 편성
- 성악: 소프라노, 메조소프라노, 테너, 베이스, 혼성 4부 합창
- 타악기 합주: 팀파니, 큰북, 탬버린, 트라이앵글, 심벌즈, 작은북 2, 필드 드럼 2, 목금, 크로탈, 차임
- 4대의 피아노

## 공연
이 작품은 1923년 6월 13일에 파리에서 발레 뤼스에 의해, 브로니스와바 니진 스카의 안무로 초연되었다. 4대의 피아노와 타악기로 구성된 기악 앙상블은 에르네스트 앙세르메가 지휘했다.
1926년 6월 14일 폐하의 극장 에서 열린 런던 초연에서 작곡가 Francis Poulenc, Georges Auric, Vittorio Rieti 및 Vernon Duke 가 피아노 파트를 연주했다. 1959년 Stravinsky가 영어 대본을 사용하여 녹음을 수행했을 때 4명의 피아니스트는 작곡가인 Samuel Barber, Aaron Copland, Lukas Foss 및 Roger Sessions였다. 1962년 3월 23일 런던 코벤트 가든에서 열린 발레 부활에서 4명의 작곡가(John Gardner, Malcolm Williamson, Richard Rodney Bennett 및 Edmund Rubbra) 가 피아노 부분을 연주했다.
1919년 버전의 Les Noces는 cimbaloms, harmonium 및 Pianola로 초연되었으며 Pierre Boulez가 지휘한 1981년 파리에서 열렸다.
로스앤젤레스 필하모닉은 2008년 5월 29일 월트 디즈니 콘서트 홀 에서 에사-페카 살로넨(Esa-Pekka Salonen) 지휘 하에 스티븐 스터키(Steven Stucky)의 편곡을 의뢰하여 초연했다. 편곡은 스트라빈스키의 타악기 파트를 유지하면서 4대의 피아노를 대형 오케스트라로 교체한다.
스트라빈스키가 미완성으로 남겨둔 피아노곡이 포함된 버전은 스트라빈스키의 후계자들로부터 네덜란드 작곡가 테오 베르베의 허락을 받아 완성되어 2009년 네덜란드에서 공연되었다.

## 비판적 수용과 유산
초기 공연에 대해 엇갈린 반응을 얻었다. 1923년 파리에서의 초연은 열광적인 환영을 3년 후 런던 공연은 비평가들로부터 부정적인 반응을 얻었으며 Eric Walter White에 따르면 "이 공격의 독성은 [소설가] H. G. 웰스를 화나게 했다. 1926년 6월 18일에 그는 공개 서한을 썼다."